# Jorge Oliveira
Jorge Antonio de Oliveira Francisco GOMM (Rio de Janeiro, 15 de novembro de 1974) é um policial militar da reserva e ex-advogado brasileiro, atual ministro do Tribunal de Contas da União (TCU).

## Biografia
Jorge Oliveira concluiu o ensino médio no Colégio Militar de Brasília, em 1992. Ingressou na Polícia Militar do Distrito Federal em 1993, concluiu o curso de formação de oficiais em 1995 e chegou ao posto de major. Passou para a reserva em 2013, quando iniciou a atuação como advogado, exercendo a advocacia privada até 2019.
Formado em direito pelo Instituto de Educação Superior de Brasília (IESB), em 2006, é especialista em direito público pelo Instituto Processus, especialista docente em assessoria e consultoria parlamentar pelo Centro Universitário do Distrito Federal (UDF) e fez curso de produção de conhecimentos e operações na Agência Brasileira de Inteligência (ABIN).
Trabalhou de março de 2005 a janeiro de 2007 e de agosto de 2013 a dezembro de 2018 no Congresso Nacional, tendo sido assessor parlamentar da Polícia Militar do Distrito Federal de 2003 a março de 2005 e de janeiro de 2007 a agosto de 2013, posteriormente, assessor jurídico do então deputado federal Jair Bolsonaro e assessor jurídico e chefe de gabinete do deputado federal Eduardo Bolsonaro. Em 1 de janeiro de 2019, assumiu a subchefia de Assuntos Jurídicos da Casa Civil da Presidência da República no governo Bolsonaro.
Em 21 de junho de 2019, o presidente Jair Bolsonaro o nomeou Ministro de Estado Chefe da Secretaria-Geral da Presidência da República, substituindo o general de divisão do Exército Brasileiro, Floriano Peixoto Vieira Neto, que deixou o cargo para assumir a presidência dos Correios.
Em 7 de outubro de 2020, foi indicado por Bolsonaro para o cargo de ministro do Tribunal de Contas da União (TCU), em vaga que seria aberta pela aposentadoria do ministro José Múcio Monteiro. Foi nomeado em 31 de dezembro de 2020 e empossado na mesma data.